# شرکت تلفن ادیسون گروئر-بل اروپا
شرکت تلفن ادیسون گروئر-بِل اروپا در ۲۸ اکتبر ۱۸۸۱ تأسیس شد. این شرکت به تمام قاره اروپا به غیر از فرانسه، ترکیه و یونان خدمات ارائه می‌داد.

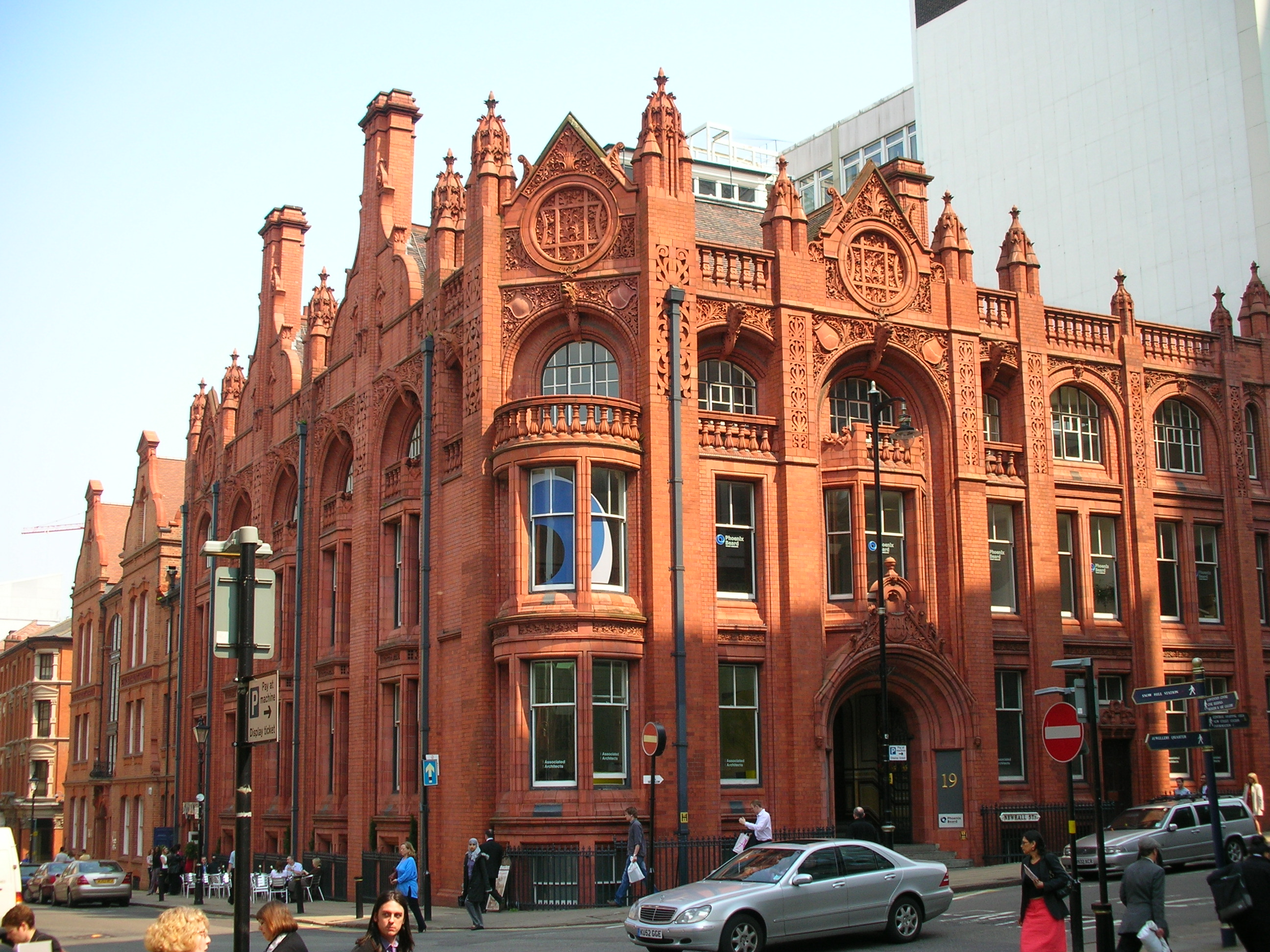
ساختمان شرکت تلفن ادیسون گروئر-بل اروپا در بیرمنگام، انگلستان، بریتانیا

هدف از تأسیس این شرکت، کنترل حق ثبت اختراع و منافع کسب و کار الکساندر گراهام بل، توماس ادیسون و فردریک اَلِن گوئر در ایالات متحده آمریکا بود که پیش از آن حق امتیاز شرکت تلفن بل در نیو انگلند را در اوایل دهه ۱۸۸۰ میلادی در اختیار داشت.